# Боемунд VI од Антиохије
Боемунд VI од Антиохије (око 1237—1275.) је био кнез Антиохије и гроф Триполија од 1252. године. Антиохијом је владао до њеног пада под Мамелучки султанат, а Триполијем до своје смрти 1275. године.

## Биографија
Био је син Боемунда V и Луцијане, рођаке папе Иноћентија III. Отац му је умро јануара 1252. године. Као петнаестогодишњак Боемунд је наследио престо Антиохије и Триполија под регентством своје мајке. Луција је цео живот провела у Триполију док су Антиохијом владали њени рођаци. Боемунд је од француског краља Луја IX и папе Иноћентија IV добио дозволу да влада Антиохијом. Отпутовао је у престоницу Акру где га је Луј поставио за кнеза. Под утицајем француског краља, Боемунд склапа мир са Јерменском Киликијом оженивши се 1254. године Сибилом Јерменском, ћерком краља Хетума I. Године 1256. Боемунд се умешао у рат Сен Сабас који је између Ђеновљанске и Млетачке републике вођен у Светој земљи. Узрок рата било је успостављање монопола над трговином на Леванту. Учешће на страни Млетачке довело га је у сукоб са својим вазалом Бертрандом Ембриако који је управљао господством Гибелет. У бици код Триполија (1258) Боемунд је рањен и умало није погинуо. Бертрана је неколико месеци касније убио сељак у винограду и његову главу поклонио Боемунду. У доба владавине Боемунда долази до инвазије Монгола на Левант. У рату између Монгола и Мамелучког султаната Боемунд и краљ Киликијске Јерменије директно учествују на страни Монгола. Хетум и Боемунд учествују у монголском освајању Алепа и Дамаска 1260. године. Боемунд је награђен територијама Латакије, Даркуша, Лаодикеје и Џабале. Боемунд улази у сукоб са јерусалимским патријархом који га екскомуницира. Папа Александар IV је сазвао концил на коме се расправљало и о овом питању. Међутим, умро је пре завршетка. Неприлике у Монголском царству након смрти владара довеле су до повлачења већине монголских освајача са Леванта. Мање снаге под Китбугом остале су на овој територији. Мамелуци су их поразили септембра 1260. године код Ајн Џалута. Потом су повратили изгубљене територије у Сирији и Ирану.
Дана 1. маја султан Бајбарс креће на грофовију Триполи. Овим градом, као и кнежевином Антиохијом, владао је гроф Боемунд VI од Антиохије. Боемунд се сконцентрисао на одбрану Триполија. Бајбарс мења смрт и напада Антиохију 14. маја. Град се скоро није ни бранио. Освојен је за 2 дана. Скоро сви становници били су побијени (њих око 100.000). Исечен је и целокупни гарнизон иако се предао (16.000). Била је то страховита освета за покољ кога су крсташи извршили давне 1098. године приликом освајања Антиохије. Бајбарс је био опчињен Саладином и желео је да доврши оно што је овај започео.
Три године касније Бајбарс опседа Триполи. Крсташи су издржали опсаду. Бајбарс се повукао јер су се појавиле вести о покретању новог великог крсташког рата из Европе. Триполи ће Мамелуци освојити тек 1289. године. Боемунд је умро 1275. године. Иза себе је оставио сина и три ћерке. На престолу Триполија наследио га је син Боемунд VII који је носио и титулу кнеза Антиохије. Изабела од Поатјеа је умрла млада, а Луција од Триполија је руководила одбраном 1289. године.

## Породично стабло
|  |                            |  |  |  |  |  |  |  |  |  |  |  |  |  |  |  |
|  | 2. Боемунд V од Антиохије  |  |  |  |  |  |  |  |  |  |  |  |  |  |  |  |
|  |                            |  |  |  |  |  |  |  |  |  |  |  |  |  |  |  |
|  |                            |  |  |  |  |  |  |  |  |  |  |  |  |  |  |  |
|  | 1. Боемунд VI од Антиохије |  |  |  |  |  |  |  |  |  |  |  |  |  |  |  |
|  |                            |  |  |  |  |  |  |  |  |  |  |  |  |  |  |  |
|  |                            |  |  |  |  |  |  |  |  |  |  |  |  |  |  |  |
|  | 3. Luciana di Segni        |  |  |  |  |  |  |  |  |  |  |  |  |  |  |  |
|  |                            |  |  |  |  |  |  |  |  |  |  |  |  |  |  |  |
|  |                            |  |  |  |  |  |  |  |  |  |  |  |  |  |  |  |